# Треска в събота вечер
„Треска в събота вечер“ (на английски: Saturday Night Fever) е култов за времето си американски филм на музикалната компания Paramount Pictures, излязъл на/по големите екрани през 1977 г.
Филмът олицетворява духа на времето, повсеместното завладяване на света от новия музикален жанр – дискомузиката, с новия начин на живот и седмично развлечение – дискотеката, която налага и предполага и промяна в модата и т.н.
Филмът бележи успех, превръша се в хит от края на 70-те и 80-те години на XX век, и загатва че е възможен края на Студената война. Дискомузиката завладява предимно Европа, а след падането на Берлинската стена налага и новия музикален жанр на 90-те години на XX век – евроденс.
Главната роля във филма на Джон Траволта му носи световна слава.